# Les Leston
Alfred Lazarus Fingleston (Bulwell, Nottinghamshire, 16 december 1920 - 13 mei 2012), beter bekend als Les Leston, was een Brits Formule 1-coureur. Hij reed 3 Grands Prix in 1956 en 1957 voor de teams Connaught Engineering, Cooper en BRM, waarin hij geen punten scoorde.
Eind jaren 50, begin jaren 60 reed onder anderen Jack Brabham met een Les Leston-helm, de eerste helm, voor zover bekend, die ook de oren beschermde.
In 1939 was hij drummer bij The Clay Pigeons.
Hij overleed op 91-jarige leeftijd.